# Евмел Боспорский
Евме́л (др.-греч. Εΰμηλος, Éumelos; погиб в 304 до н. э.) — басилевс Боспорского царства в 310—304 годах до н. э. из династии Спартокидов, третий сын басилевса Перисада I.
Личность Евмела обсуждается в науке.

## Биография

### Гражданская война на Боспоре
После смерти Перисада I власть в Боспорском царстве перешла к его сыну Сатиру II. Недовольный этим Евмел, брат Сатира, начал оспаривать власть. Союзником Евмела выступил царь фатеев Арифарн. Сатир, собрав значительные силы (34 000 воинов; из них 30 000 — союзников-скифов), выступил против Евмела и разбил сорокодвухтысячное войско Арифарна на берегу реки Фат (вероятно, один из притоков Кубани). Евмел и Арифарн укрылись в крепости. Во время осады Сатир погиб. Новым царём стал Притан, ещё один сын Перисада I.
После гибели и похорон Сатира II, его армия, которой временно командовал начальник наемников Мениск, отступила в город Гаргазу (локализация не ясна). Евмел завязал было переговоры, предлагая разделить царство, но Притан не обратил на них должного внимания. Оставив в Гаргазе гарнизон, он отбыл в Пантикапей.
Воспользовавшись его отсутствием, Евмел с Арифарном захватили Гаргазу и ещё несколько населённых пунктов. Притан выступил с армией им навстречу, но в сражении на берегу Азовского моря потерпел поражение. Притан вступил в мирные переговоры и вынужден был отказаться от царской власти. Ему была сохранена жизнь, но он, вскоре, однако, попытался вернуть себе престол, потерпел неудачу, бежал и был убит в Кепах. После этого в Пантикапее были казнены жены, дети и друзья Сатира II и Притана. Бежать удалось только сыну Сатира Перисаду.
Так Евмел стал царём.

### Правление
Евмел оказался очень успешным правителем. При нём к Боспору была присоединена часть соседних земель. Он содействовал развитию торговли, особенно с Южным Причерноморьем; имея сильный флот, на время очистил Понт (Чёрное море) от пиратов. Он восстановил право пантикапейцев на беспошлинную торговлю. Он принял тысячу каллатийских беженцев, выделив им землю в Псое (точная локализация не установлена; возможно, в низовьях реки Кубань, опустошённых войной). По свидетельству Диодора Сицилийского, «он задумал было вообще покорить все племена, окружающие Понт, и скоро привел бы в исполнение свой замысел, если бы скоропостижная смерть не пересекла его жизнь…»

### Смерть
Диодор Сицилийский так описал смерть Евмела: 

«…возвращаясь из Синдики в свою землю и спеша к какому-то жертвоприношению, он ехал к дворцу на четверке лошадей; экипаж был четырёхколесный и с крытым верхом; лошади чего-то испугались и понесли, а так как возница не смог удержать вожжей, то Эвмел, опасаясь быть сброшенным в обрыв, попытался спрыгнуть с колесницы, но при этом меч его попал в колесо, он был увлечен движением и тут же испустил дух».

Всего Евмел царствовал 6 лет. Его наследником стал его сын Спарток III. Предполагается, что регентом был его старший брат Селевк